# Lac Izvorul Muntelui

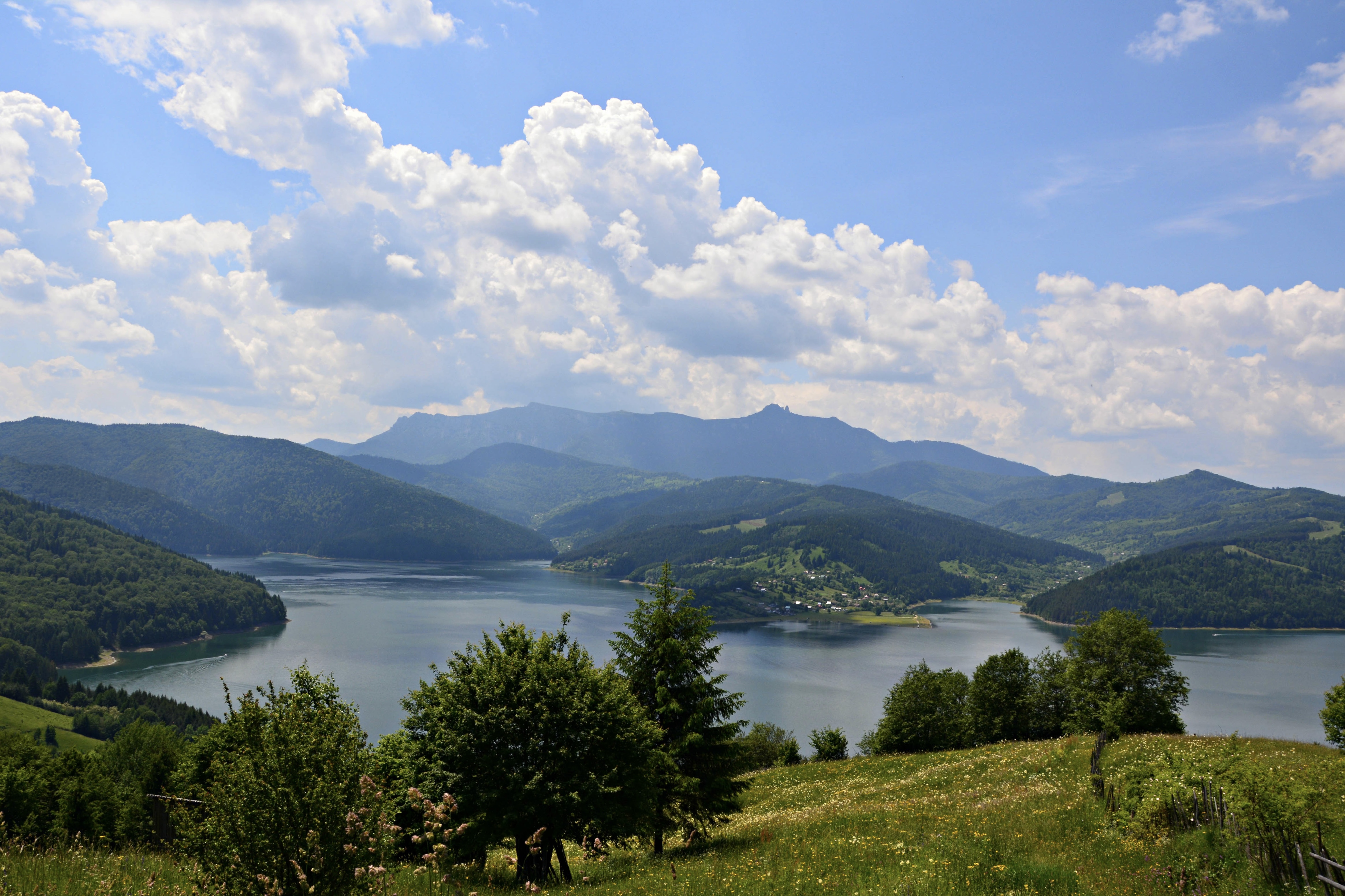
Vue du lac Bicaz.

Le lac Izvorul Muntelui ou lac Bicaz est le plus vaste lac de barrage de Roumanie sur le cours de la rivière Bistrița dans les Carpates orientales.
Il se trouve à quelques kilomètres en amont de la ville de Bicaz, dans le județ de Neamțet à proximité immédiate du massif du Ceahlau dans la région de Moldavie.

## Description
Le lac Izvorul Muntelui, a une longueur de 40 km et une profondeur maximale de 97 m. Il a une superficie de 3 125 ha et un volume de 1,23 milliards de m3. 200 millions de m3 constituent la protection contre les inondations. 
Le barrage en béton armé sert à alimenter la centrale hydroélectrique Bicaz-Stejaru et a été prévu pour résister à un tremblement de terre d'une magnitude de 9,5 degrés sur l'échelle de Richter. La structure du barrage est parcourue de kilomètres de galeries, puits d'aération et niches de visite. 
Au niveau thermique, le lac et ses environs font partie de l'étage climatique alpin modérément chaud, avec une température annuelle moyenne de 7 à 7,5 degrés Celsius, avec des hivers doux et des étés modérément chauds, caractéristiques notamment liées à la vaste étendue du lac. 

## Histoire
Le barrage, constitué de 30 blocs de béton, a été construit entre les monts Gicovanu et Obcina Horștei de 1950 à 1960 sous le gouvernement communiste dirigé par Gheorghe Gheorghiu-Dej.
Environ 15 000 habitants ont dû quitter maisons et 22 villages ont été recouverts par les eaux du barrage. Les églises ont été dynamitées pour ne pas compliquer la circulation des bateaux sur le lac. Le lac Bicaz a ainsi pris sa forme actuelle caractérisée par différents replis sur ses rives.

## Tourisme
Le lac, ses rives, les paysages montagneux du massif du Ceahlau et les gorges de Bicaz à proximité constituent une des zones d'attraction touristique de la Moldavie.  
Un port de plaisance a été aménagé sur la rive gauche du lac à proximité du barrage. Il permet la pratique de différentes activités nautiques : yachting, ski nautique et plongée sous-marine. 

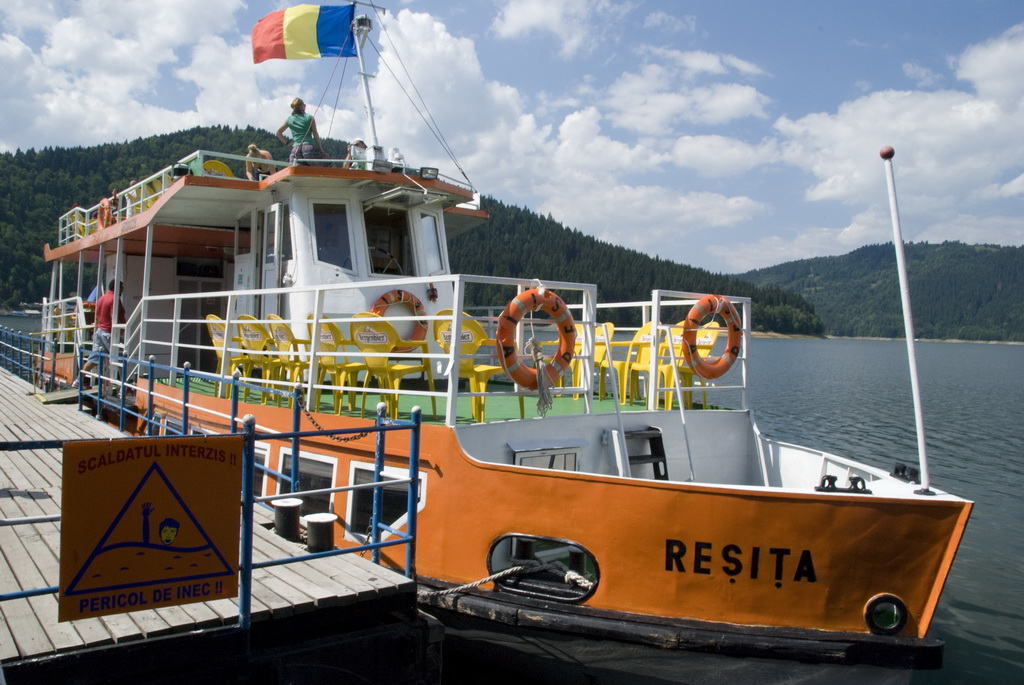
Navigation sur le lac.

Des bateaux touristiques sillonnent le lac et des établissements de tourisme (hôtels, pensions, chalets et restaurants) sont situés à divers endroits du lac. 

## Protection environnementale
En 2000, une partie du lac sur la rive droite à proximité d'Izvorul Alb a été déclarée zone protégée avec le statut de réserve naturelle aquatique. Elle couvre 150 ha. La faune comprend des espèces telles que la perche, la truite, le poisson-chat, le gardon, le goujon ou la silure.